# Мартін Мікович
Мартін Мікович (словац. Martin Mikovič; нар. 12 вересня 1990, Трнава) — словацький футболіст, нападник клубу «Спартак» (Трнава).

## Клубна кар'єра
Вихованець клубу «Спартак» (Трнава). У 2010 році був включений до основного складу. 10 квітня 2010 року дебютував у Цоргонь-лізі в матчі проти «Сениці» (1:2), вийшовши на поле в стартовому складі. У сезоні 2009/10 зі своїм клубом дійшов до фіналу Кубка Словаччини, де поступився братиславському «Словану» з рахунком 0:6. У лютому 2016 року йому довірили функцію капітана команди і цю посаду він обіймав протягом року, поки не висловив бажання змінити клуб. Загалом за «Спартак» з Трнави він провів 155 матчів чемпіонату, забив 26 голів.
28 лютого 2017 року підписав 3-річний контракт з польським клубом «Брук-Бет Термаліка». 11 березня 2017 року дебютував у Екстракласі в матчі проти плоцької «Вісла» (0:1), у якому вийшов на поле на 80-й хвилині, замінивши Гільєрме. 4 червня забив свій перший гол у чемпіонаті Польщі у ворота краківської «Вісли» (2:1). Влітку 2018 року команда вилетіла з вищого дивізіону, але Мікович залишився в команді ще на два сезони.
Влітку 2020 року повернувся у «Спартак» (Трнава), з якою став дворазовим володарем Кубка Словаччини. Станом на 10 серпня 2023 року відіграв за команду з Трнави 68 матчів в національному чемпіонаті.

## Виступи за збірну
2012 року залучався до складу молодіжної збірної Словаччини. На молодіжному рівні зіграв у 6 офіційних матчах.

## Титули і досягнення
- Володар Кубка Словаччини (3):

«Спартак» (Трнава): 2021/22, 2022/23, 2024/25